# Siderólito
Os siderólitos (também meteoritos rocho-metálicos, ferro-rochosos, petroférreos ou mistos) são meteoritos constituídos por materiais rochosos e metais. Dividem-se em mesosideritos (com proporções idênticas de minerais silicatados, tais como feldspato, olivina e piroxena e de uma liga de ferro-níquel) e pallasitos (compostos por cristais centimétricos de olivina numa matriz metálica). Constituem 1% dos meteoritos que caem na Terra.